# Giorgio Pianta

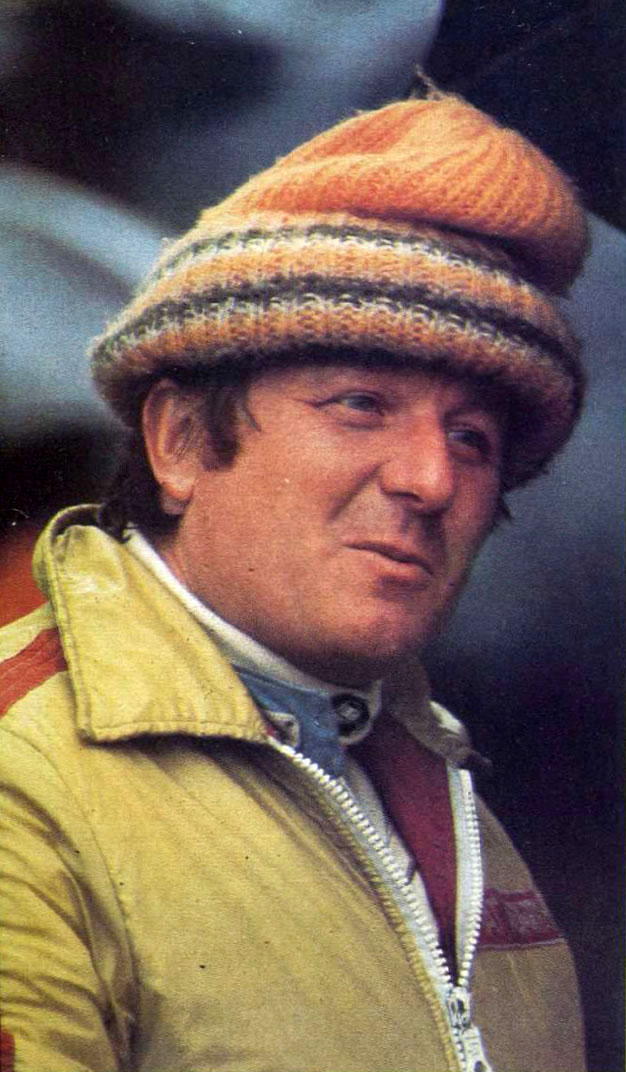
Giorgio Pianta 1975

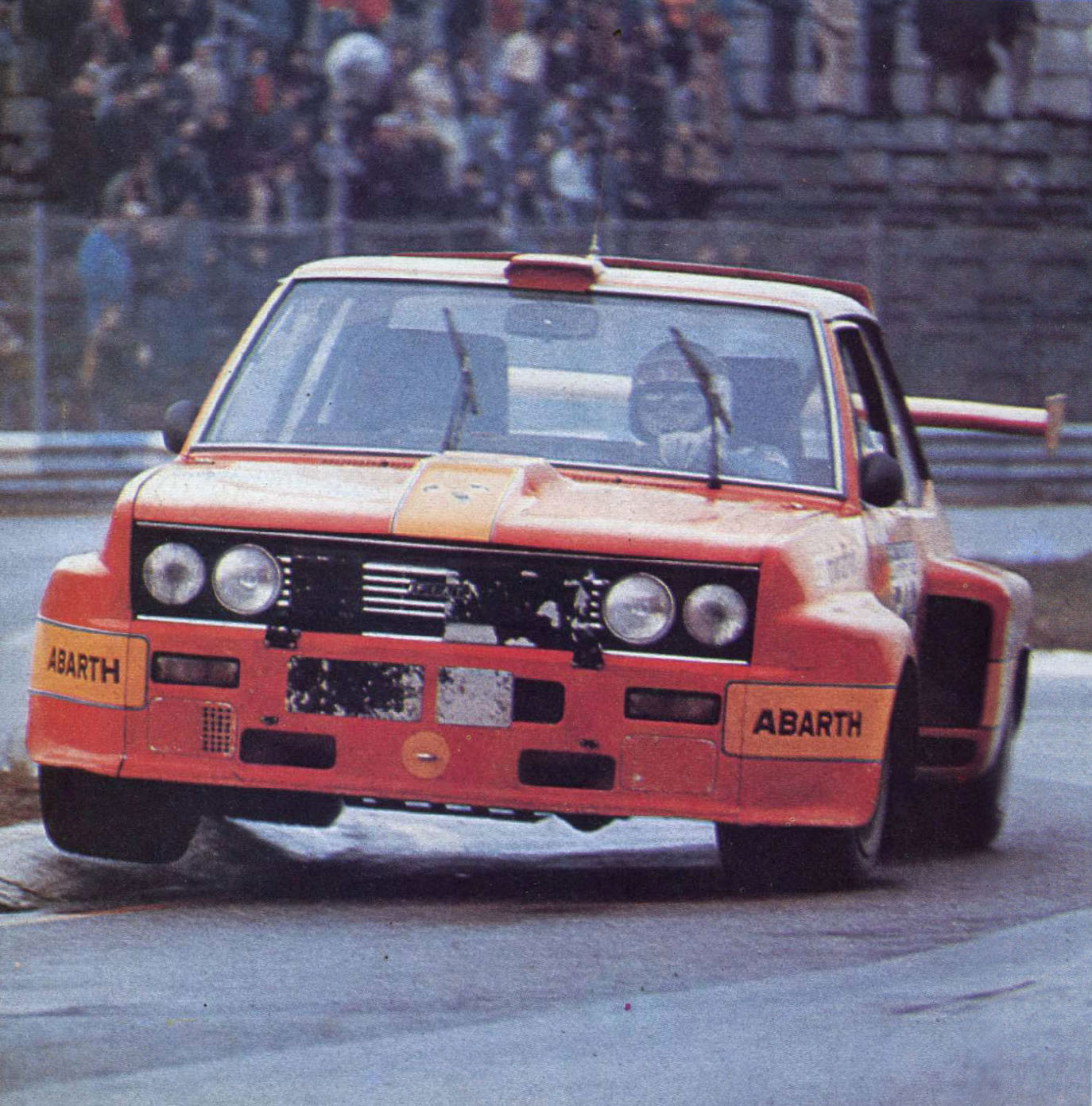
Giorgio Pianta im Fiat 131 Abarth Rally beim Giro d’Italia für Automobile 1975

Giorgio Giovanni Battista Pianta (* 11. Juli 1935 in Mailand; † 17. April 2014 ebenda) war ein italienischer Autorennfahrer und Motorsportfunktionär.

## Karriere als Rennfahrer
Giorgio Pianta begann seine Fahrerkarriere zu Beginn der 1950er-Jahre. Er bestritt sowohl Rundstreckenrennen wie auch Rallyes und blieb bis 1982 aktiv. Zwischen seinem Debüt bei der Mille Miglia 1953 und seinem letzten Einsatz beim 9-Stunden-Rennen von Kyalami 1982 erlebte er die Entwicklung der Rennwagen vom Alfa Romeo 1900 zum Lancia LC2. Bei 99 Starts gelangen ihm drei Gesamt- und 11 Klassensiege.
Giorgio Pianta war eng mit den Rennabteilungen der Hersteller des Fiat-Konzerns verbunden. In den 1960er- und 1980er-Jahren war er Werksfahrer bei Lancia und startete in der Sportwagen-Weltmeisterschaft und der Tourenwagen-Europameisterschaft. Es folgten Einsätze für Alfa Romeo und in den 1970er-Jahren für Fiat in der Rallye-Weltmeisterschaft. Zweimal gewann er die Gesamtwertung des Giro d’Italia für Automobile, einer Rennveranstaltung ähnlich der französischen Tour de France für Automobile, 1975 mit Beifahrer Bruno Scabini im Fiat 131 Abarth Rally und 1978 mit Markku Alén und dessen Rallye-Co-Piloten Illka Kivimäki im Lancia Stratos.

## Teamchef bei Alfa Corse
Bereits in den späten 1970er-Jahren arbeitete Giorgio Pianta als Testfahrer bei Fiat und Entwicklungsfahrer bei Lancia. Er bereitete die Lancia Rally 037 und Delta S4 für den Einsatz vor. Außerdem agierte er als Vorausfahrer für die Werkspiloten.
Mitte der 1980er-Jahre übernahm er die Position des Teamchefs bei Alfa Corse. Unter seiner Führung gewann das Team mit den Fahrern Alessandro Nannini und Nicola Larini mehrmals die italienische Tourenwagen-Meisterschaft und 1993 die DTM. Mit dem Ablauf der Saison 1996 verließ er Alfa Romeo und war bis ins hohe Alter Berater im italienischen Automobilverband.

## Statistik

### Le-Mans-Ergebnisse
| Jahr | Team       | Fahrzeug               | Teamkollege     | Teamkollege   | Platzierung | Ausfallgrund |
| ---- | ---------- | ---------------------- | --------------- | ------------- | ----------- | ------------ |
| 1981 | Jolly Club | Lancia Beta Montecarlo | Martino Finotto | Giorgio Schön | Rang 15     |              |

### Sebring-Ergebnisse
| Jahr | Team                | Fahrzeug     | Teamkollege | Teamkollege       | Platzierung | Ausfallgrund |
| ---- | ------------------- | ------------ | ----------- | ----------------- | ----------- | ------------ |
| 1980 | Electrodyne Moretti | Porsche 935J | Renzo Zorzi | Giampiero Moretti | Ausfall     | Motorschaden |

### Einzelergebnisse in der Sportwagen-Weltmeisterschaft
| Saison | Team                          | Rennwagen                                                | 1   | 2   | 3   | 4   | 5   | 6   | 7   | 8   | 9   | 10  | 11  | 12  | 13  | 14  | 15  | 16  | 17  | 18  | 19  | 20  | 21  | 22  |
| ------ | ----------------------------- | -------------------------------------------------------- | --- | --- | --- | --- | --- | --- | --- | --- | --- | --- | --- | --- | --- | --- | --- | --- | --- | --- | --- | --- | --- | --- |
| 1953   |                               | Alfa Romeo 1900Ti                                        | SEB | MIM | LEM | SPA | NÜR | RTT | CAP |     |     |     |     |     |     |     |     |     |     |     |     |     |     |     |
| 1953   | DNF                           | Alfa Romeo 1900Ti                                        |     |     |     |     |     |     |     |     |     |     |     |     |     |     |     |     |     |     |     |     |     |     |
| 1962   | Scuderia Sant’Ambroeus        | Fiat-Abarth 850TC                                        | DAY | SEB | SEB | MAI | TAR | BER | NÜR | LEM | TAV | CCA | RTT | NÜR | BRI | BRI | PAR |     |     |     |     |     |     |     |
| 1962   | Scuderia Sant’Ambroeus        | Fiat-Abarth 850TC                                        |     |     |     |     |     |     |     |     | 13  |     |     |     |     |     |     |     |     |     |     |     |     |     |
| 1963   |                               | Lancia Flaminia Lancia Flavia                            | DAY | SEB | SEB | TAR | SPA | MAI | NÜR | CON | ROS | LEM | MON | WIS | TAV | FRE | CCE | RTT | OVI | NÜR | MON | MON | TDF | BRI |
| 1963   |                               | Lancia Flaminia Lancia Flavia                            |     |     |     |     |     |     |     |     |     |     |     |     |     |     |     |     |     |     | 13  | DNF |     |     |
| 1964   | Scuderia Sant’Ambroeus Lancia | Abarth-Simca 1300 Bialbero Alfa Romeo TZ Lancia Flaminia | DAY | SEB | TAR | MON | SPA | CON | NÜR | ROS | LEM | REI | FRE | CCE | RTT | SIM | NÜR | MON | TDF | BRI | BRI | PAR |     |     |
| 1964   | Scuderia Sant’Ambroeus Lancia | Abarth-Simca 1300 Bialbero Alfa Romeo TZ Lancia Flaminia |     |     |     | DNF |     |     | 14  |     |     |     |     |     |     |     |     |     | DNF |     |     |     |     |     |
| 1965   | Scuderia Sant’Ambroeus        | Alfa Romeo TZ ASA RB613                                  | DAY | SEB | BOL | MON | MON | RTT | TAR | SPA | NÜR | MUG | ROS | LEM | REI | BOZ | FRE | CCE | OVI | NÜR | BRI | BRI |     |     |
| 1965   | Scuderia Sant’Ambroeus        | Alfa Romeo TZ ASA RB613                                  |     |     |     |     | DNF |     | 18  |     |     |     |     |     |     |     |     |     |     | 14  |     |     |     |     |
| 1966   | Scuderia St. Ambroeus ASA     | Ferrari 250 GTO ASA 411 Alfa Romeo TZ BMW 1800           | DAY | SEB | MON | TAR | SPA | NÜR | LEM | MUG | CCE | HOK | SIM | NÜR | ZEL |     |     |     |     |     |     |     |     |     |
| 1966   | Scuderia St. Ambroeus ASA     | Ferrari 250 GTO ASA 411 Alfa Romeo TZ BMW 1800           |     |     | DNF | DNF |     | DNF |     | DNF |     |     |     |     |     |     |     |     |     |     |     |     |     |     |
| 1967   |                               | Alfa Romeo GTA                                           | DAY | SEB | MON | SPA | TAR | NÜR | LEM | HOK | MUG | BRH | CCE | ZEL | OVI | NÜR |     |     |     |     |     |     |     |     |
| 1967   |                               | Alfa Romeo GTA                                           |     |     |     |     |     | 16  |     |     |     |     |     |     |     |     |     |     |     |     |     |     |     |     |
| 1970   | Monzeglio                     | AMS                                                      | DAY | SEB | BRH | MON | TAR | SPA | NÜR | LEM | WAT | ZEL |     |     |     |     |     |     |     |     |     |     |     |     |
| 1970   | Monzeglio                     | AMS                                                      |     | 25  |     |     |     |     |     |     |     |     |     |     |     |     |     |     |     |     |     |     |     |     |
| 1971   | Conrero Squadra Corse         | Opel GT                                                  | BUA | DAY | SEB | BRH | MON | SPA | TAR | NÜR | LEM | ZEL | WAT |     |     |     |     |     |     |     |     |     |     |     |
| 1971   | Conrero Squadra Corse         | Opel GT                                                  |     |     |     | DNF |     |     |     |     |     |     |     |     |     |     |     |     |     |     |     |     |     |     |
| 1972   | Giorgio Pianta                | Lola T212                                                | BUA | DAY | SEB | BRH | MON | SPA | TAR | NÜR | LEM | ZEL | WAT |     |     |     |     |     |     |     |     |     |     |     |
| 1972   | Giorgio Pianta                | Lola T212                                                |     | DNF |     |     |     |     |     |     |     |     |     |     |     |     |     |     |     |     |     |     |     |     |
| 1973   | Jolly Club Virgilio Conrero   | Lola T280 Momo-Conrero                                   | DAY | VAL | DIJ | MON | SPA | TAR | NÜR | LEM | ZEL | WAT |     |     |     |     |     |     |     |     |     |     |     |     |
| 1973   | Jolly Club Virgilio Conrero   | Lola T280 Momo-Conrero                                   |     |     | 7   | DNF |     | DNF | DNF |     |     |     |     |     |     |     |     |     |     |     |     |     |     |     |
| 1974   | Jolly Club                    | Lola T282                                                | MON | SPA | NÜR | IMO | LEM | ZEL | WAT | LEC | BRH | KYA |     |     |     |     |     |     |     |     |     |     |     |     |
| 1974   | Jolly Club                    | Lola T282                                                | 6   | DNF |     |     |     |     |     | DNF |     |     |     |     |     |     |     |     |     |     |     |     |     |     |
| 1975   | Jolly Club                    | Lola T282 Lola T380                                      | DAY | MUG | DIJ | MON | SPA | PER | NÜR | ZEL | WAT |     |     |     |     |     |     |     |     |     |     |     |     |     |
| 1975   | Jolly Club                    | Lola T282 Lola T380                                      |     |     |     | DNF | DNF |     | DNF |     |     |     |     |     |     |     |     |     |     |     |     |     |     |     |
| 1976   | Jolly Club                    | Chevron B23 Abarth-Osella SE027                          | MUG | VAL | NÜR | MON | SIL | IMO | NÜR | ZEL | PER | WAT | MOS | DIJ | DIJ | SAL |     |     |     |     |     |     |     |     |
| 1976   | Jolly Club                    | Chevron B23 Abarth-Osella SE027                          |     |     |     | DNF |     |     |     |     |     |     |     |     |     | 6   |     |     |     |     |     |     |     |     |
| 1977   | Jolly Club                    | Lola T282                                                | DAY | MUG | DIJ | MON | SIL | NÜR | VAL | PER | WAT | EST | LEC | MOS | IMO | SAL | BRH | HOK | VAL |     |     |     |     |     |
| 1977   | Jolly Club                    | Lola T282                                                | DNF |     |     |     |     |     |     |     |     |     |     |     |     |     |     |     |     |     |     |     |     |     |
| 1979   | Lancia                        | Lancia Beta Montecarlo                                   | DAY | SEB | MUG | TAL | DIJ | RIV | SIL | NÜR | LEM | PER | DAY | WAT | SPA | BRH | ROA | VAL | ELS |     |     |     |     |     |
| 1979   | Lancia                        | Lancia Beta Montecarlo                                   |     |     |     |     |     |     |     |     |     |     |     |     | DNF |     |     |     |     |     |     |     |     |     |
| 1980   | Electrodyne Lancia            | Porsche 935 Lancia Beta Montecarlo                       | DAY | BRH | SEB | MUG | MON | RIV | SIL | NÜR | LEM | DAY | WAT | SPA | MOS | ROA | VAL | DIJ |     |     |     |     |     |     |
| 1980   | Electrodyne Lancia            | Porsche 935 Lancia Beta Montecarlo                       |     |     | DNF |     |     |     |     |     |     |     |     |     |     |     | 8   |     |     |     |     |     |     |     |
| 1981   | Jolly Club                    | Lancia Beta Montecarlo                                   | DAY | SEB | MUG | MON | RIV | SIL | NÜR | LEM | PER | DAY | WAT | SPA | MOS | ROA | BRH |     |     |     |     |     |     |     |
| 1981   | Jolly Club                    | Lancia Beta Montecarlo                                   |     |     |     | DNF |     | 7   | 45  | 14  |     |     |     |     |     |     |     |     |     |     |     |     |     |     |